# Derck de Vilder
Derck de Vilder (* 23. November 1998 in Amsterdam) ist ein niederländischer Hockeyspieler. Er gewann 2024 olympisches Gold mit der niederländischen Nationalmannschaft, 2023 war er Europameister und Weltmeisterschaftsdritter.

## Sportliche Karriere
2017 siegte er mit der niederländischen Juniorenauswahl bei der Junioren-Europameisterschaft, 2019 wurden die Niederländer Dritte.
2018 debütierte er in der Nationalmannschaft. Nach seinem achten Länderspiel im Juni 2019 musste er bis Januar 2022 auf seinen nächsten Einsatz warten, bevor er zum Stammspieler wurde. In 71 Länderspielen erzielte der Mittelfeldspieler sechs Tore (Stand 8. August 2024).
Im Januar 2023 bei der Weltmeisterschaft in Bhubaneswar bezwangen die Niederländer im Viertelfinale die Mannschaft aus Südkorea mit 5:1. Im Halbfinale unterlagen die Niederländer den Belgiern im Shootout. Das Spiel um Bronze gewannen sie mit 3:1 gegen die Australier. Im August 2023 bei der Europameisterschaft in Mönchengladbach gewannen die Niederländer im Halbfinale mit 3:2 gegen Belgien und im Finale 2:1 gegen England, wobei Derck de Vilder im Finale ein Tor erzielte. Im August 2024 bei den Olympischen Spielen in Paris besiegten die Niederländer im Viertelfinale die Australier mit 2:0. Nach einem 4:0-Sieg im Halbfinale gegen die Spanier gewannen die Niederländer im Endspiel gegen die Deutschen im Shootout, nachdem es am Ende der regulären Spielzeit 1:1 gestanden hatte. Derck de Vilder war in allen acht Spielen dabei, am Shootout im Finale war er nicht beteiligt.
Auf Vereinsebene begann Derck de Vilder bei Pinoké in Amstelveen. 2018 wechselte er zum SV Kampong, mit dem er 2024 Niederländischer Meister wurde. Neben seiner sportlichen Laufbahn studierte er zunächst BWL an der Vrije Universiteit Amsterdam und machte 2023 seinen Master in Nachhaltigkeitswissenschaft an der Universiteit van Amsterdam.